# 越南對高地民族的迫害
高地民族是越南西原地區的原住民。目前，一些高地民族的分離主義運動和西方組織指責越南政府在西原地區執行針對高地民族的迫害政策。相反，越南政府認為，越南各地的少數民族始終享有平等的公民權利，高地民族分裂運動和一些西方組織歪曲了越南的局勢，所謂高地民族遭迫害屬於無稽之談。

## 京族人移民西原的歷史
1471年前，西原地區高地民族奉占婆為宗主國，但由酋長自治。之後，占婆在「南進」過程中被越南吞併，今日西原地區居住的一些高地民族部落向越南朝貢，但事實上越南從未此地進行直接統治，而越南朝廷對這一地區的實際情況知之甚少。
在古代，越南人最初居住在紅河三角洲附近。後來經過一系列戰爭，越南向南擴大了領土，逐漸佔領了占婆、下高棉（湄公河三角洲）等許多土地。這一事件被稱為「南進」，如今獲得越南主流學界的歌頌，但波·達瑪等人批判這是京族人對原住民族土地的侵佔。另一方面，越南人被中國化，而高棉人和寮國人被印度化；西原地區的高地民族則保持了自身的特徵，幾乎不受其他文明的影響。因此，他們在某種程度上阻止了越南民族主義對此地的滲透。在法國殖民時期，殖民者用南印度支那山地國（Pays Montagnard du Sud-Indochinois）一詞用來描述西原地區，而當地人則被稱為高地民族。
法國殖民統治期間，越南人幾乎從不與高地民族接觸，將西原地區視為蠻夷之地，是「充滿毒水的聖林」。對於高地民族，法國採取了分而治之的政策，任由其酋長自治。然而，法國人將其改為一個有利可圖的莊稼種植園後情況發生了變化，此外，法國人還在這裏發現了森林、礦產、沃土等自然資源。越南人也是在這時候才認識到此地地理位置的重要性。
在吳廷琰執政時期，華人、占族人、下高棉人這些少數民族都被南越當局不友好地對待，而非越共派系的高地民族部落，更是在1963年完全拒絕遵守越南人的法律。後來南越當局廢除了高地民族的法院，並有組織地將京族人移民到西原地區。1955年，南越當局廢除了保大帝在西原設置的「皇朝疆土」，將大量逃離北越的難民安置於此地，如潮水般湧入的京族人極大地改變了該地區的人口結構，政府經營的種植園大量占據高地民族的世居地，當局亦迫使高地民族以低價出售他們的土地。如此不公平的政策引起高地民族的普遍不滿。1958年1月5日，伊·班·埃紐爾建立巴加拉伽以反抗高地民族遭受的不公平待遇。伊·班·埃紐爾聯繫了聯合國秘書長和外國大使們，伊·班·埃紐爾同時領導了高原解放陣線和巴加拉伽。1975年4月20日，他被紅色高棉殺害。
雷·格森、伊·班·埃紐爾及諾羅敦·施亞努親王共同協助建立被壓制民族鬥爭統一戰線（FULRO），發動反抗南越政府的起義，試圖越南人手裡奪回自己祖先的土地。自1964年起，FULRO聲稱，越南當局出於宗教信仰的原因恐嚇他們，因此該組織進行武裝起義，旨在將西原地區建立一個獨立的高地民族國家。為了爭取高地民族的利益，伊·班·埃紐爾帶領FULRO同南越當局進行鬥爭，南越政權覆滅後，又與統一後的越南共產政權交戰。在1975年之後，高地民族死亡人數已達20萬人。越南當局將西原地區租借給日本人採伐木材。高地民族則先後向美國和中國尋求援助。美國拒絕了高地民族的請求，中國則透過泰族將軍Savit-Yun K-Yut之手向高地民族提供了5000支步槍。
在越南戰爭期間，支持西原的部落反抗南越當局的迫害被北越視為一個必要戰爭策略，各種部落獲得越南南方民族解放陣線的支持，一個信仰基督教的埃地族人伊·比·阿雷奧擔任越南南方民族解放陣線的副主席。數個高地民族的代理人協助越南人民軍攻擊在這片土地的美國陸軍特種部隊的軍營及人員，1975年的戰役期間，由於他們對越南共和國陸軍的敵意，導致他們未警告便發起襲擊。然而在越南統一之後，越南共產政權延續了南越當局的殖民政策。越南當局在西原設置「再教育營」對高地民族進行勞動改造，還將一百萬左右的京族人移民至此。大量京族新住民定居於西原地區，這嚴重侵犯了高地民族的固有利益，使高地民族拒絕接受越南當局的統治。2001年1月至2月，因反對越南的少數民族政策、環境退化、以及新住民侵佔原住民土地等原因，引起西原地區高地民族的抗議。這一事件對越南政府聲稱的國內沒有民族矛盾的主張是一個沉重打擊，越南政府曾經常發表一些言論，聲稱越南沒有種族對抗，沒有宗教紛爭，沒有種族衝突，且不會用一種文化消滅另一種文化。
2001年和2004年，西原地區發生了兩次大規模的種族衝突，高地民族發起示威，抗議越南當局的行為。隨即越南當局大規模拘禁和殺害示威者，並對FULRO成員進行迫害。在衝突發生期間，外國人被禁止進入西原地區。根據無代表國家和民族組織（UNPO）的指控，在2001年2月反對越南壓迫的抗議活動中，越南軍隊在西原地區大規模逮捕高地民族並動用了酷刑。

## 文化及人口清洗的指控
南越政府及現在的越南政府均被指責對高地民族進行文化清洗和人口清洗。南越當局曾設立「南部高原國家社會和經濟委員會」，宣佈高地民族「貧窮」而且「無知」，將幫助他們「發展」。南越當局將定居的京族農民從沿海地區遷徙到西原地區。1960年有50,000名京族人定居於西原地區，至1963年，新住民的總數增長至200,000人。直到1974年，儘管高地民族因殖民化而經歷了大規模的動蕩和混亂，南越仍然在實施殖民計劃。
《華盛頓時報》於2002年報導稱，越南當局為了讓高地民族人口減少，對高地民族婦女進行強制大規模絕育，此外越南當局竊取高地民族的土地，攻擊他們的宗教信仰，以一種“悄然的種族滅絕”的形式殺害和折磨他們。
澳洲眾議院議員路加·辛普金斯譴責越南當局對西原高地民族的迫害，他指出，南越當局和統一後的越南當局襲擊並殖民了高地民族的土地。他還提到FULRO與越南人作戰，以及高地民族對保護自身文化和語言的渴望。越南政府讓非高地民族定居在高地民族的土地上，還監禁並殺死高地民族。
前美國陸軍特種兵、作家唐·本德爾根據越南在西原地區的政策寫了一部小說，書中描述了一些越南對高地民族迫害的細節，他指責越南共產黨政府對西原地區的高地民族原住民實施了一系列種族滅絕和歧視政策，例如：禁止講高地民族語言並強制推廣越南語；強迫高地民族女性和京族男性結婚；向西原地區殖民大量京族定居者；動用公安對高地民族製造恐怖，並強迫他們從事奴隸勞動；因茂密的植可能造成“類似種族隔離的條件”，對西原地區的植被進行破壞，在此地建立橡膠、茶葉和咖啡種植園。由於其真實性沒有獨立來源可以核實，這些說法的真實性尚不得而知。

## 高地民族的反政府示威

### 2001年大規模抗議
2001年2月，由於兩名高地人遭到越南政府逮捕，引發了大規模抗議。在邦美蜀和波來古有30名警察受傷，在多樂省和嘉萊省，當地人遭到直升機和士兵的襲擊，大量高地人逃往柬埔寨，事件中七十多名高地人被判入獄。

### 2004年大規模抗議
2004年4月20日，數千人高地人在邦美蜀示威，要求歸還他們傳統的土地並允許宗教自由，警方使用了電棍和催淚瓦斯，並禁止三人或三人以上聚集，波來古機場和邦美蜀機場禁止非越南人入境，非越南記者和領事官員需要特別許可。越南政府則稱僅使用了橡膠武器，且死亡人數為兩人，人權觀察記錄有10名高地人被殺的，而國際特赦組織記錄了8人。
在2010年的嘉萊省，高地人再次與警方衝突，越南政府禁止人權組織和記者進入西原的部分地區。2012年8月21日，越南警察在林同省Bon Kon H'Drom村毆打了高地人居民，包括成人，婦女，兒童和老人。

## 國際社會對迫害的指控
據人權觀察組織稱，高地民族（德加爾人）被越南政權壓迫和虐待，他們的土地被越南人竊取。越南當局封鎖了其與柬埔寨邊境，以防止他們離開住所，高地民族受到電擊和毆打。
根據西方的指控，越南政府不允許高地民族有宗教自由和自治權。一個高地民族家庭受到京族平民剃鬚刀的襲擊。京族人的襲擊和暴行得到了越南政府的支持。高地民族的傳統土地被掠走。越南當局支持種族主義、反宗教政策、從少數民族手中竊取土地、虐待並拘留赫蒙人、高地民族、下高棉人等少數民族裔群體，此行徑在日內瓦舉行的第80屆聯合國消除種族歧視委員會會議上受到譴責。
根據德加爾國（一個要求在西原地區脫離越南獨立的運動）的聲明，2012年12月5日，一個高地人在嘉萊省居西縣被普通越南公民絞死，越南公安和政府無視此案，任由肇事者逍遙法外。
德加爾國聲稱，雖然越南憲法第70條允許宗教自由，但越南政府無視這一點。1975年，越南共產政權佔領西原地區後，因宗教問題針對高地民族進行殺戮、監禁及騷擾。越南警察將一位名叫A Tac的五十歲高地民釘在十字架上，還在Dak Krong社捆綁並毆打高地民。此外，越南警方於2012年8月21日在崑嵩省公瑞縣得圭社襲擊並毆打成人、婦女、兒童和老人。
美國國務院將越南從侵犯人權的名單中除名受到了的德加爾國的批評，德加爾國聲稱越南繼續逮捕和虐待高地民。德加爾國認為，高地民族在印度支那戰爭期間經歷了艱難困苦、磨難和逆境，還要繼續遭受越南人的壓迫，而受益者是越南人。越南人對高地民族婦女進行絕育，殺害、監禁高地民族男子，以達到消滅高地民族、以奪取其土地的目的。越南人鄙視高地民族的生活方式，因為越南人對高地民族的種族仇恨導致了種族清洗。
德加爾國聲稱，在高地民族裔的土耳其人Siu Thoan一家受到越南警方的恐嚇和欺凌，越南警員范英俊（Phạm Anh Tuấn）猛烈地襲擊了Siu Thoan的家人。
高地民Y-Huong Nie拒絕越南當局否定其宗教的要求後，被判處了五年監禁。越南警方多年來一直欺負和攻擊高地民族基金會主席克索尔·戈的母親Ksor H'Ble，在2001年2月、2004年4月的高地民族宗教、土地示威期間更甚。越南公安多年來一次欺負和攻擊她。她於2011年8月18日去世。德加爾國聲稱，由於土地和宗教爭端，越南人殺害了成千上萬高地民。由於宗教問題，在Croh Ponan社3名高地民受到越南人的折磨。由於他們的宗教信仰，被越南公安放狗來攻擊他們。
2007年9月27日，高地民遭到京族種族主義者的暴力攻擊和粗暴對待。2007年10月5日，高地民成為京族種族主義者謀殺的主要目標。德加爾國指出，在西原地區，高地民受到京族平民及越南政府的騷擾和仇視。在越南當局的支持下，少數民族土地被京族新住民的定居而被殖民化，除了糟糕的經濟狀況外，原住民被驅逐、世居地被竊取。越南人用暴力和監禁來對付下高棉人這類少數民族，而對赫蒙族和高地民族所犯下的種族主義罪行最多。
「越南土著民族聯盟」（Liên minh dân tộc bản địa ở Việt Nam）是泰族人、下高棉人和高地民中反對越南人的力量組成，他們要求越南政權停止對民族和宗教的迫害。
據美國之音報導，在2012年嘉萊省的抗議活動中，高地民要求越南人歸還他們的土地，遭到越南當局殘酷鎮壓、監禁和拷打。85名高地民被迫逃往柬埔寨臘塔納基里省。高地民試圖發起新的獨立運動，但柬埔寨的洪森政權拒絕幫助他們。
無代表國家和民族組織（UNPO）指出，布希和歐巴馬在任期間，美國出於利益，刻意忽視了越南國家對高地民的侵犯人權和恐怖主義。越南當局禁止人權組織和記者進入西原地區。維基解密的一個檔案顯示，斯科特·詹森（Scott Johnson）指出高地民「正在遭受迫害」，但美國駐越南大使邁克爾·米查拉克表示，美國對高地民不感興趣，也對此不關心。美國作出如上反應的原因是美國企業希望同越南貿易和反華政策，尋求越南作為美國的盟友。
美國國務院對高地民的困境毫不關心。2011年7月7日，一個名叫Y Kang的13歲高地民女孩與16名高地民男女在嘉萊省芒楊縣赫拉社遭到越南員警的毒打、毆打和腳踢。
根據西方的指控，越南監禁了數百名高地民，除此之外還殺害、虐待高地民，歧視他們的宗教信仰，持有聖經被抓住可能被處死。越南政權聲稱宗教問題引發了高地民族的分離主義，並以此為理由攻擊他們的宗教。越南戰爭后，越南政府沒收了高地民的土地。

## 越南政府的反駁
越南政府稱，高地民族分裂組織得到了高地民族基金會的支持。該組織由前FULRO人物克索尔·戈領導，自稱是一個西原流亡政府，與越南新恐怖組織和越南共和國政權殘餘有聯繫，意圖推翻越南共產黨政府。該組織開展了一些示威活動，散佈具有反動宣傳內容的檔，歪曲事實，歪曲越南國家的路線和政策主張。
據越南媒體《首都安寧報》（Báo An Ninh Thủ Đô）報導稱，分離主義勢力悄悄進行宣傳活動，吸引一些村莊的村民反對政府、實施破壞活動。他們試圖分裂民族大團結、分裂宗教、破壞人民正常生活活動。在鎮壓期間，越南的職能部隊繳獲了長矛、馬鐙、劍、弩、炸藥等在內的許多兇器。被拉攏者的特點往往是文化知識水準低下，他們受到分離主義勢力蠱惑抛棄家庭，躲在森林中活動，控制、強迫他人進行反動行為，非法接受民眾錢財、非法集會、挑戰並阻礙政府各部門的正常活動，非法禁止車輛人員通行。越南政府始終對被蠱惑者執行教育和寬大處理政策。
越南《平福報》（Báo Bình Phước）的一篇社論則指出，越南各地的少數民族始終享有平等的公民權利，越南政府將很大一部份財政預算用於少數民族地區投資，從醫療保健至改善精神生活，加強教育培訓，支持當地經濟發展。高地民族分裂運動和一些西方組織歪曲了越南的局勢，破壞越南各民族之間的團結、煽動少數民族分裂，要求建立「下高棉王國」、「占城王國」、「赫蒙國」、「德加爾新教國」，圖謀走向分裂、自治和獨立，是意圖挑起騷亂，以便外國軍隊有藉口攻擊越南。越南政府認為，逮捕煽動騷亂和分裂的人是各國法律都有確保領土完整和社會安全的規定，因此不能以此為依據說「越南政府鎮壓高地民族」。